# دوفان فيرغارا
دوفان فيرغارا (بالإسبانية: Duván Vergara) هو لاعب كرة قدم كولومبي في مركز الهجوم، ولد في 9 سبتمبر 1996 في مونتيريا في كولومبيا. لعب مع نادي إنفيغادو.

## وصلات خارجية
- دوفان فيرغارا على موقع قاعدة بيانات كرة القدم.إي يو (الإنجليزية)
- دوفان فيرغارا على موقع Soccerway.com (الإنجليزية)
- دوفان فيرغارا على موقع AS.com (الإسبانية)